# Telephanus terminatus
Telephanus terminatus es una especie de coleóptero de la familia Silvanidae.

## Distribución geográfica
Habita en Venezuela y Brasil.